# Свентек, Станислав
Станислав Свентек (чеш. Stanislav Sventek, 9 ноября 1930, Нова-Вес, Чехословакия — 27 октября 2000, Чехия) —  чехословацкий хоккеист, защитник. Бронзовый призёр Олимпийских игр 1964 года, 4-кратный призёр Чемпионатов мира.

## Биография
Станислав Свентек известен по выступлениям за пльзеньскую «Шкоду». С 1954 по 1968 год играл в чемпионате Чехословакии. Завершил карьеру в 1972 году, последние 3 сезона провёл в австрийском «Фельдкирхе». После окончания карьеры работал тренером юниорских команд в Пльзене.
С 1956 по 1964 год выступал за сборную Чехословакии. В составе сборной становился бронзовым призёром Олимпийских игр 1964 года в Инсбруке, чемпионом Европы 1961 года, а также 4 раза завоёвывал медали чемпионатов мира (1 серебряная и 3 бронзовые награды).
Помимо хоккея Свентек также играл в футбол. В 1962 году сыграл за «Пльзень» в матче чемпионата против КПС Брно, в 1963 году также провёл 1 игру, против пражской «Славии».
Умер 27 октября 2000 года, незадолго до своего 70-летия.

## Достижения
Чемпион Европы 1961
 Серебряный призёр чемпионата мира 1961
 Бронзовый призёр Олимпийских игр 1964
 Бронзовый призёр чемпионатов мира 1957, 1963, 1964

## Статистика
В чемпионатах Чехословакии сыграл около 300 матчей, забросил 71 шайбу.
За сборную Чехословакии провёл 52 матча, забросил 5 шайб.